# Max Meyer (beisbolista)
Max Thomas Meyer (Woodbury, Minnesota, 12 de marzo de 1999), más conocido como Max Meyer, es un jugador profesional estadounidense de béisbol que se desempeña en la posición de lanzador en Miami Marlins, equipo de las Grandes Ligas de Béisbol (MLB).

## Carrera
En 2022, Meyer hizo su debut en la MLB con el equipo Miami Marlins, donde lleva jugando dos temporadas.